# وزارة الثقافة (سوريا)
وزارة الثقافة هي الوزارة المسؤولة عن الحفاظ على الهوية الحضارية والثقافية السوريَّة، وحماية التراث الأثري والتاريخي ونشر الثّقافة محلياً وعربياً وعالمياً والتفاعل مع الثقافات العالمية. كما تعمل على رعاية العملية الإبداعية وتنميتها، ورعاية المثقف وحماية الناتج الثقافي.
أُحْدِثَتْ الوزارة زمن الجمهورية العربية المتحدة تحت مسمى «وزارة الثقافة والإرشاد القومي»، وحملت رسمياً اسم «وزارة الثقافة» عام 2014 بموجب القانون 31. يرأس الوزارة محمد ياسين صالح في إدارة الشرع منذ 29 مارس 2025.

## لمحة تاريخية
في 23 تشرين الثاني 1958 صدر القانون رقــم 197 الذي نص في مادته الأولى على أن تُنْشَأ في الإقليم السوري وزارة باسم وزارة الثقافة والإرشاد القومي. أُدْخِلَتْ تعديلات على هذا القانون بالقانون رقــم 51 لعام 1960 وكان منها أن تمارس وزارة الثقافة والإرشاد القومي مراقبة الأفلام السينمائية (العرض والإخراج) والتسجيلات الصوتية ومختلف أنواع الأشرطة والأسطوانات المستوردة أو التي تُعَدُّ للإذاعة العلنية. في 23 تموز 1966 صدر المرسوم تشريعي رقم /69/ الذي عُدِّلَ بموجبه اسم الوزارة ليصير وزارة الثقافة والإرشاد القومي والسياحة بعد إلحاق المؤسسة العامة للسياحة بالوزارة
من خلال وزارة الثقافة، عمل نظام الأسد على تضييق الخناق على التعبير الفني والحياة الثقافية في البلاد ففرض رقابةً ووصايةً على مختلف المؤسسات الثقافية والأعمال الفنية على اختلاف ضروبها، ووصل الأمر إلى شنِّ حملات مداهمة أمنية. ومثال على ذلك، مداهمة قوات الأمن المعهد العالي للفنون المسرحية في دمشق سنة 2000 واعتقال عدد من الطلبة. وفي نفس الوقت، سهَّل النظام بعض أشكال التعبير الثقافي التي بدا أنها كانت تنتقد المجتمع والدولة دون انتقاد النظام الاستبدادي الشمولي انتقادًا صادقًا، ومثال على ذلك المسرحيات التي قدّمها مسرح الشوك، وبعض المسلسلات التلفزيونية مثل مسلسل «مرايا». أراد النظام من هذه الانتقادات الشكلية الموجّهة أن تكون بمثابة صمام أمان، وأن تعمل على امتصاص وكبح السخط الشعبي.
رغم استخدام مسمى «وزارة الثقافة» بدون الإضافة «الإرشاد القومي» منذ حكومة عبد الرؤوف الكسم الأولى إلَّا أن المسمى لم يغير بشكل رسمي وفق مرسم إلا بصدور القانون 31 بتاريخ 14 كانون الأول 2014. نصّ القانون في مادته الأولى على أن تحلّ كلمة «الثقافة» محلّ عبارة «الثقافة والإرشاد القومي» أينما وردت في القرار بقانون رقم /197/ بتاريخ 23-11-1958 الخاص بتنظيم وزارة الثقافة وتعديلاته، وفي مادته الثانية على أن تحلّ عبارة «الجمهورية العربية السوية» محلّ عبارة «الإقليم السوري».

## الهيكل التنظيمي

### الإدارة المركزية[15]
- مديرية مكتب الوزير
- مكتب معاوني الوزير
- مكتب المستشارين
- المكتب الصحفي
- مكتب الشكاوى
- الإدارة المالية
- مديرية المعلوماتية
- مديرية الجاهزية
- مديرية التنمية الإدارية
- مديرية الشؤون القانونية
- مديرية تعليم الكبار
- مديرية الهندسة
- مديرية المراكز الثقافية العربية والمكتبات
- مديرية إحياء التراث الشعبي
- مديرية المسارح والموسيقا[16]
- مديرية المهرجانات
- مديرية المعاهد الموسيقية والباليه
- مديرية الفنون الجميلة
- مديرية الرقابة الداخلية
- مديرية الرقابة الفنية
- مديرية حماية حقوق المؤلف
- مديرية التخطيط والدراسات والإحصاء
- مديرية ثقافة الطفل
- مديرية العلاقات الثقافية
- مديرية الشؤون الإدارية

### الجهات التابعة للوزارة
- دار أوبرا دمشق[17]
- المؤسسة العامة للسينما[18][19]
- المديرية العامة للآثار والمتاحف
- المعهد العالي للفنون المسرحية[20]
- المعهد العالي للموسيقا[21]
- الهيئة العامة السورية للكتاب[17][22]

## أهداف ومهام الوزارة

### الأهداف
تعمل وزارة الثقافة على تحقيق الأهداف الآتية:
- الحفاظ على الهوية الحضارية والثقافية، وحماية التراث الأثري والتاريخي (المادي واللامادي).
- نشر الثّقافة محلياً وعربياً وعالمياً والتفاعل مع الثقافات العالمية.
- رعاية العملية الإبداعية وتنميتها وتوسيع آفاقها.
- رعاية المثقف، وحماية الناتج الثقافي.
- تطوير التشريعات والأنظمة والقوانين بما يتوافق مع الرؤى والأهداف العامة للوزارة.
- اعتماد مبدأ الشفافية وسهولة الوصول للمعلومات لتكون متاحة للاستفادة منها في إطار أهداف الوزارة وخطة عملها وخدمة المواطنين.
- تحقيق التكاملية، والرؤية الموحدة لسير العمل، وإلغاء مفهوم الازدواجية (في الإجراءات والمهام)، وتقليص الهدر في الوقت والجهد، ورفع نسبة الأداء الوظيفي.
- تحقيق التكامل مع البنية المعلوماتية، ونظام الأتمتة الشاملة في الدولة، واعتماد مبدأ المعلومات الراجعة من أجل تحقيق المرونة والتجديد الدائمين في التخطيط واتخاذ القرار.
- اعتماد معايير واضحة للأداء وتوصيف المهام لجميع البنى الإدارية في مختلف المستويات.
- التخفيف من مركزية القرارات، واعتماد مبدأ التخطيط وفق الأهداف، والارتقاء بمستوى تأهيل العاملين في الوزارة وتدريبهم، واستقطاب الكفاءات وتطويرها وتدريبها.

### المهام
تقوم الوزارة بالمهام التالية:
- تعميم المعرفة والثقافة بين الجماهير، والتعريف بالحضارة العربية، ونشر رسالتها، وتوفير كل الإمكانات لكي تتفاعل مع الحضارات العالمية الكبرى.

2- توجيه أفراد الشعب توجيهاً قومياً صحيحاً، والعمل على تنمية وعيهم وإرشادهم إلى ما يرفع مستواهم الاجتماعي، ويقوي روحهم المعنوية، وشعورهم بالمسؤولية، ويحفزهم على التعاون والتضحية ومضاعفة الجهود في خدمة الوطن والإنسانية.
- تيسير سبل الثقافة الشعبية، وتنويع أساليبها وتوسيع نطاقها، وإغنائها بالمبتكرات الحديثة وإفادة أكبر عدد ممكن منها.
- الاتصال بالمؤسسات الثقافية والفنية الخارجية والإفادة من نشاطها، ودعوة كبار رجال الثقافة والفكر والفن في العالم لزيارة الجمهورية العربية السورية وإلقاء المحاضرات والأحاديث في مدنها المختلفة.
- تنفيذ بنود المعاهدات الثقافية المعقودة مع الحكومات الأجنبية والعربية، وذلك ضمن اختصاص الوزارة.
- إقامة المعارض والمهرجانات والحفلات الثقافية والفنية، وعقد المؤتمرات، وتنظيم المسابقات، ووضع الجوائز، وتشجيع تأسيس الجمعيات الثقافية المختلفة وتتبع فعالياتها، ومساعدتها على القيام بمهامها.
- إحياء التراث العربي القديم في العلوم والآداب والبحث في علوم اللغة العربية، والحرص على سلامتها وجعلها تتسع للعلوم والفنون والمخترعات الحديثة.
- اكتشاف التراث الأثري والتاريخي للجمهورية العربية السورية وجمع عناصره، وصيانتها وحفظها سليمة إلى أجيال المستقبل.
- إحداث المتاحف الأثرية والتاريخية والفنية والشعبية، والمساعدة على تنظيم المتاحف الأخرى التابعة لوزارات الدولة، وإداراتها ومؤسساتها العامة.
- تشجيع الفنون والآداب وتوجيهها لما تقتضيه مصلحة الدولة، وبعث نشاطها، وتأمين مستقبلها، وتوفير أسباب الحياة والعمل والرفاهية لمحترفيها، وإحياء الآداب والفنون الشعبية، وتنميتها وتطويرها، وجمع المعلومات عنها.

## المنشآت التابعة للوزارة
شهدت المسارح التي مولتها الدولة ازدهارًا خلال فترة التحالف السوري السوفيتي قبل عهد الجمهورية العربية المتحدة، وبلغت ذروتها بعد انقلاب البعث الذي قام به حافظ الأسد عام 1970.
أشرفت مديرية المسارح والموسيقا التابعة لوزارة الثقافة على عدد من المسارح مثل مسرح القباني (اُفتتح عام 1962)، ومسرح الحمراء، الذي كان في السابق صالة عرض سينمائية، وتبلغ سعته 450 مقعدًا، ودار أوبرا دمشق، وهو مشروع قديم وضِع حجر الأساس له في عام 1987، ولم يُفتتح حتى عام 2004. يضم مجمع دار الأوبرا كلًا من مسرح الأوبرا البالغ سعة إطاره (البروسينيوم) 1133 مقعدًا، وهو مزوّد بمقصورات وشرفتين، ومسرح الدراما البالغ سعة إطاره (البروسينيوم) 663 مقعدًا موزعًا توزيعًا قاريًّا، والذي يتميز بجبهته نصف الدائرية، بالإضافة القاعة متعددة الاستعمالات، التي يبدو أن تصميمها مستوحى من المسارح الجورجية، وتبلغ سعتها 237 مقعدًا، وتتميز بتراكب مقاعدها على عربات متحركة.
كما يوجد في دمشق «المسرح العسكري»، الذي يشبه في حجمه حجم مسرح الحمراء، والذي كان أيضًا دارًا للسينما، وكانت تعمل عليه فرقة تابعة لوزارة الدفاع إلَّا أن وتيرة العروض على خشبته بدأت بالتراجع إثر شح الدعم المالي عقب انهيار الاتحاد السوفيتي.
توجد مسارح ممولة من الدولة في مدن أخرى، أبرزها مسرح حلب القومي في حلب، الذي استحدثته بلدية المدينة بتاريخ 15 فبراير عام 1968، وانتدبت وزارة الثقافة على إدارته المخرج المسرحي حسين إدلبي، واُختيرت لعرض أعمال المسرح وإدارة شؤونه صالة تابعة للجمعية الخيرية الأرمينية.

## قائمة الوزراء
| الاسم                                 | فترة الولاية         | فترة الولاية         | الحكومة |
| وزير الإرشاد القومي                   | وزير الإرشاد القومي  | وزير الإرشاد القومي  | وزير الإرشاد القومي |
| ------------------------------------- | -------------------- | -------------------- | --- |
| فتحي رضوان                            | 6 آذار 1958          | 7 تشرين الأول 1958   | حكومة جمال عبد الناصر الرابعة |
| وزير الثقافة والإرشاد القومي          |                      |                      | |
| صلاح الدين البيطار (الوزارة المركزية) | 7 تشرين الأول 1958   | 30 كانون الأول 1959  | حكومة جمال عبد الناصر الخامسة |
| ثابت العريس (الوزارة المركزية)        | 20 أيلول 1960        | 16 آب 1961           | حكومة جمال عبد الناصر الخامسة |
| رياض المالكي (الإقليم الشمالي)        | 7 تشرين الأول 1958   | 17 آذار 1960         | حكومة جمال عبد الناصر الخامسة |
| ثابت العريس (الإقليم الشمالي)         | 17 آذار 1960         | 16 آب 1961           | حكومة جمال عبد الناصر الخامسة |
| ثروت عكاشة                            | 16 آب 1961           | 29 أيلول 1961        | حكومة جمال عبد الناصر السادسة |
| وزير الإرشاد القومي                   |                      |                      | |
| عزت النص                              | 29 أيلـول 1961       | 20 تشرين الثاني 1961 | حكومة مأمون الكزبري |
| وزير الثقافة والإرشاد القومي          |                      |                      | |
| أحمد السمان                           | 20 تشرين الثاني 1961 | 22 كانون الأول 1961  | حكومة عزت النص |
| فؤاد العادل                           | 22 كانون الأول 1961  | 16 نيسان 1962        | حكومة معروف الدواليبي الثانية |
| عبد السلام العجيلي                    | 16 نيسان 1962        | 20 حزيران 1962       | حكومة بشير العظمة |
| عمر شخاشيرو                           | 20 حزيران 1962       | 17 أيلـول 1962       | حكومة بشير العظمة |
| رفيق جبرائيل بشور                     | 17 أيلـول 1962       | 9 آذار 1963          | حكومة خالد العظم الخامسة |
| سامي الجندي                           | 9 آذار 1963          | 12 تشرين الثاني 1963 | حكومة صلاح الدين البيطار الأولى حكومة صلاح الدين البيطار الثانية حكومة صلاح الدين البيطار الثالثة                                                |
| شبلي العيسمي                          | 12 تشرين الثاني 1963 | 14 أيـار 1964        | حكومة أمين الحافظ الأولى |
| أسعد محفل                             | 14 أيـار 1964        | 3 تشرين الأول 1964   | حكومة صلاح الدين البيطار الرابعة |
| سليمان الخش                           | 3 تشرين الأول 1964   | 1 كانون الثاني 1966  | حكومة أمين الحافظ الثانية حكومة يوسف زعين الأولى                                                                                                 |
| أسعد درقاوي                           | 1 كانون الثاني 1966  | 1 آذار 1966          | حكومة صلاح الدين البيطار الخامسة |
| وزير الثقافة والإرشاد القومي والسياحة |                      |                      | |
| جميل شيا                              | 1 آذار 1966          | 19 كانون الثاني 1967 | حكومة يوسف زعين الثانية |
| زهير عقاد                             | 19 كانون الثاني 1967 | 29 تشرين الأول 1968  | |
| سهيل الغزي                            | 29 تشرين الأول 1968  | 21 تشرين الثاني 1970 | حكومة نور الدين الأتاسي |
| فوزي كيالي                            | 21 تشرين الثاني 1970 | 22 آذار 1972         | حكومة حافظ الأسد حكومة عبد الرحمن خليفاوي الأولى                                                                                                 |
| وزير الثقافة والإرشاد القومي          |                      |                      | |
| فوزي كيالي                            | 22 آذار 1972         | 7 آب 1976            | حكومة عبد الرحمن خليفاوي الأولى حكومة محمود الأيوبي                                                                                              |
| نجاح العطار                           | 7 آب 1976            | 14 كانون الثاني 1980 | حكومة عبد الرحمن خليفاوي الثانية حكومة محمد علي الحلبي                                                                                           |
| وزير الثقافة                          |                      |                      | |
| نجاح العطار                           | 14 كانون الثاني 1980 | 13 آذار 2000         | حكومة عبد الرؤوف الكسم الأولى حكومة عبد الرؤوف الكسم الثانية حكومة عبد الرؤوف الكسم الثالثة حكومة محمود الزعبي الأولى حكومة محمود الزعبي الثانية |
| مها قنوت                              | 13 آذار 2000         | 13 كانون الأول 2001  | حكومة مصطفى ميرو الأولى |
| نجوى قصاب حسن                         | 13 كانون الأول 2001  | 18 أيلول 2003        | حكومة مصطفى ميرو الثانية |
| محمود أحمد السيد                      | 18 أيلول 2003        | 11 شباط 2006         | حكومة محمد ناجي العطري |
| رياض نعسان آغا                        | 11 شباط 2006         | 3 تشرين الأول 2010   | حكومة محمد ناجي العطري |
| رياض عصمت                             | 3 تشرين الأول 2010   | 23 حزيران 2012       | حكومة محمد ناجي العطري حكومة عادل سفر |
| لبانة مشوَّح                            | 23 حزيران 2012       | 27 آب 2014           | حكومة رياض حجاب حكومة وائل الحلقي الأولى |
| عصام خليل                             | 27 آب 2014           | 3 تموز 2016          | حكومة وائل الحلقي الثانية |
| محمد الأحمد                           | 3 تموز 2016          | 30 آب 2020           | حكومة عماد خميس |
| لبانة مشوَّح                            | 30 آب 2020           | 10 كانون الأول 2024  | حكومة حسين عرنوس الأولى حكومة حسين عرنوس الثانية حكومة محمد غازي الجلالي                                                                         |
| محمد ياسين صالح                       | 29 مارس 2025         | شاغل المنصب          | حكومة أحمد الشرع |

## وصلات خارجية
- النظام الداخلي لوزارة الثقافة
- الموقع الرسمي للوزارة
- مجلس الوزراء السوري
- وزارات الدولة على بوابة الحكومة الإلكترونية السورية
- الوزارات والهيئات الحكومية على موقع مجلس الشعب السوري